# 和歌山県道30号田辺印南線
和歌山県道30号田辺印南線（わかやまけんどう30ごう たなべいなみせん）は、和歌山県田辺市から日高郡印南町に至る県道（主要地方道）である。

## 概要
産業用道路、周辺住民の生活道路として機能しているほか、県道29号田辺龍神線と国道424号線をつなぐバイパス道路にもなっている。みなべ町熊瀬川～印南町樮川（ほくそがわ）に至る区間に長尺車走行不可の山間部を縫うように走る狭隘区間、またみなべ町東本庄の受領～六十川に至る区間に少し狭い区間があるが、あとはほぼ片側1車線となっている。
途中みなべ町辺川～西本庄は国道424号との供用区間。

### 路線データ
- 陸上距離：26.5 km　（実延長：25.716km）
- 起点：田辺市秋津川（和歌山県道29号田辺龍神線）
- 終点：日高郡印南町大字古井（国道425号）

## 歴史
- 1993年（平成5年）5月11日 - 建設省から、県道印南南部川線・県道辺川芳養線の一部・県道清川秋津川線の一部・県道秋津川南部線の一部・県道上芳養田辺線の一部が田辺印南線として主要地方道に指定される[1]。

## 路線状況

### 重複区間
- 和歌山県道199号芳養清川線（田辺市上芳養 地内）
- 国道424号（日高郡みなべ町東本庄 - 日高郡みなべ町西本庄）
- 和歌山県道197号滝切目停車場線（日高郡みなべ町熊瀬川 - 日高郡印南町大字樮川）

### トンネル
- 中央トンネル（田辺市）- 140m
- 鶴の湯トンネル（みなべ町）- 90m

## 地理

### 通過する自治体
- 田辺市
- 日高郡
  - みなべ町
  - 印南町

### 交差する道路
田辺市
- 和歌山県道29号田辺龍神線（起点）
- 和歌山県道208号秋津川田辺線（田辺市秋津川）
- 和歌山県道208号秋津川田辺線（田辺市上芳養）
- 和歌山県道199号芳養清川線（田辺市上芳養）

みなべ町
- 国道424号（日高郡みなべ町東本庄）
- 国道424号（日高郡みなべ町西本庄）
- 和歌山県道197号滝切目停車場線（日高郡みなべ町熊瀬川）

印南町
- 和歌山県道197号滝切目停車場線（日高郡印南町大字樮川）
- 和歌山県道202号古井西の地線（日高郡印南町大字古井）
- 国道425号（終点）